# Каннский кинофестиваль 2013
66-й Каннский международный кинофестиваль прошёл с 15 по 26 мая 2013 года. Жюри основного конкурса возглавил американский кинорежиссёр Стивен Спилберг. Киносмотр открылся экранизацией «Великий Гэтсби» одноимённого романа Фрэнсиса Скотта Фицджеральда, фильмом закрытия стал триллер Жерома Салля «Зулу».
Изображением для официального плаката фестиваля в этом году послужило фото легенды классического Голливуда Пола Ньюмана и его жены, актрисы Джоан Вудворд.
В официальную конкурсную программу вошли новые работы многих признанных мастеров современного кинематографа, включая Джима Джармуша, Стивена Содерберга, Романа Полански, братьев Коэн, Франсуа Озона. По мнению аналитиков, в этом, как и в 2012 году, в основную конкурсную программу попали необычайно сильные и насыщенные ленты, конкуренция между которыми была крайне высока.

## Жюри

### Основной конкурс
- Стивен Спилберг, кинорежиссёр и продюсер ( США) — председатель
- Даниэль Отёй, актёр ( Франция)
- Видья Балан, актриса ( Индия)
- Наоми Кавасэ, кинорежиссёр ( Япония)
- Энг Ли, кинорежиссёр ( Китайская Республика)
- Николь Кидман, актриса ( Австралия)
- Кристиан Мунджиу, кинорежиссёр и сценарист ( Румыния)
- Линн Рэмси, кинорежиссёр и сценарист ( Шотландия)
- Кристоф Вальц, актёр ( Австрия)

### «Особый взгляд»
- Томас Винтерберг, кинорежиссёр, сценарист, продюсер ( Дания) — председатель
- Чжан Цзыи, актриса, продюсер ( Китай)
- Людивин Санье, актриса ( Франция)
- Илда Сантьяго, директор Международного кинофестиваля в Рио-де-Жанейро ( Бразилия)
- Энрике Гонсалес Мачо, продюсер, сценарист ( Испания)

## Конкурсная программа

### Основной конкурс
| Название                 | Оригинальное название                     | Режиссёр              | Страна             |
| ------------------------ | ----------------------------------------- | --------------------- | ------------------ |
| За канделябрами          | Behind the Candelabra                     | Стивен Содерберг      | США                |
| Только Бог простит       | Only God Forgives                         | Николас Виндинг Рефн  | Франция · Дания    |
| Великая красота          | La Grande Bellezza                        | Паоло Соррентино      | Италия · Франция   |
| Венера в мехах           | La Vénus à la fourrure                    | Роман Полански        | Франция            |
| Небраска                 | Nebraska                                  | Александр Пэйн        | США                |
| Молода и прекрасна       | Jeune et Jolie                            | Франсуа Озон          | Франция            |
| Соломенный щит           | 藁の楯 / Wara no Tate                     | Такаси Миикэ          | Япония             |
| Жизнь Адель              | La Vie d’Adèle                            | Абделатиф Кешиш       | Франция            |
| Прикосновение греха      | 天註定 / A Touch of sin                   | Цзя Чжанкэ            | Китай              |
| Каков отец, таков и сын  | そして父になる / Soshite chichi ni naru   | Хирокадзу Корээда     | Япония             |
| Роковая страсть          | The Immigrant                             | Джеймс Грэй           | США                |
| Эли                      | Heli                                      | Амат Эскаланте        | Мексика            |
| Прошлое                  | Le Passé                                  | Асгар Фархади         | Франция            |
| Джимми Пикар             | Jimmy P: Psychotherapy of a Plains Indian | Арно Деплешен         | Франция            |
| Михаэль Кольхаас         | Michael Kohlhaas                          | Арно де Пальера       | Франция · Германия |
| Внутри Льюина Дэвиса     | Inside Llewyn Davis                       | Братья Коэн           | США                |
| Гри-гри                  | Grisgris                                  | Махамат-Салех Харун   | Чад                |
| Замок в Италии           | Un château en Italie                      | Валерия Бруни-Тедески | Франция            |
| Боргман                  | Borgman                                   | Алекс ван Вармердам   | Нидерланды         |
| Выживут только любовники | Only Lovers Left Alive                    | Джим Джармуш          | США                |

### «Особый взгляд»
| Название                       | Оригинальное название          | Режиссёр          | Страна             |
| ------------------------------ | ------------------------------ | ----------------- | ------------------ |
| Элитное общество               | The Bling Ring                 | София Коппола     | США                |
| Омар                           | Omar                           | Хани Абу-Ассад    | Палестина          |
| Марш смерти                    | Death March                    | Адольфо Аликс мл. | Филиппины          |
| Станция «Фрутвейл»             | Fruitvale Station              | Райан Куглер      | США                |
| Славные ублюдки                | Les Salauds                    | Клер Дени         | Франция            |
| Норте, конец истории           | Norte, hangganan ng kasaysayan | Лав Диас          | Филиппины          |
| Когда я умирала                | As I Lay Dying                 | Джеймс Франко     | США                |
| Милая                          | Miele                          | Валерия Голино    | Гонконг, Франция   |
| Незнакомец у озера             | L’Inconnu du lac               | Ален Гироди       | Франция            |
| Изгибы                         | Bends                          | Флора Лау         | Гонконг            |
| Исчезнувшее изображение        | L’image manquante              | Ритхи Пань        | Камбоджа           |
| Золотая клетка                 | La jaula de oro                | Диего Кемада-Диес | Мексика            |
| Рукописи не горят              | Dast-Neveshtehaa Nemisoozand   | Мохаммад Расулоф  | Иран               |
| Сара предпочитает бегать*      | Sarah préfère la course        | Хлоя Робишо       | Канада             |
| Гранд Централ. Любовь на атомы | Grand Central                  | Ребекка Злотовски | Франция            |
| Мой милый Пепперленд           | My Sweet Pepper Land           | Хинер Салеем      | Франция, Германия  |
| Вакольда                       | Wakolda                        | Лусия Пуэнсо      | Аргентина, Испания |
| Всё будет хорошо               | Tore tanzt                     | Катрин Геббе      | Германия           |

### Внеконкурсные показы
| Название                        | Оригинальное название   | Режиссёр       | Страна            |
| ------------------------------- | ----------------------- | -------------- | ----------------- |
| Великий Гэтсби (фильм открытия) | The Great Gatsby        | Баз Лурман     | США · Австралия   |
| Зулу (фильм закрытия)           | Zulu                    | Жером Салль    | Франция · ЮАР     |
| Кровные узы                     | Blood Ties              | Гийом Кане     | Франция           |
| Не угаснет надежда              | All is Lost             | Джей Си Чендор | США               |
| Последняя несправедливость      | Le dernier des injustes | Клод Ланцман   | Франция · Австрия |

## Победители
- Золотая пальмовая ветвь
  - «Жизнь Адель», реж. Абделатиф Кешиш
- Гран-при
  - «Внутри Льюина Дэвиса», реж. Братья Коэн (США)
- Приз жюри
  - «Каков отец, таков и сын», реж. Хирокадзу Корээда (Япония)
- Приз экуменического жюри
  - «Прошлое», реж. Асгар Фархади (Франция)
- Приз за лучшую режиссуру
  - Амат Эскаланте, «Эли» (Мексика)
- Приз за лучший сценарий
  - Цзя Чжанкэ, «Прикосновение греха» (Китай)
- Приз за лучшую мужскую роль
  - Брюс Дерн, «Небраска» (США)
- Приз за лучшую женскую роль
  - Беренис Бежо, «Прошлое» (Франция)
- Золотая камера
  - Энтони Чен, «Илоило» (Сингапур)
- «Особый взгляд»
  - Главный приз
    - «Исчезнувшее изображение», реж. Ритхи Пань (Камбоджа)

  - Приз жюри
    - «Омар», реж. Хани Абу-Ассад (Палестина)

  - Лучший режиссёр
    - Ален Гироди, «Незнакомец у озера» (Франция)

  - Лучший дебют
    - Райан Куглер, «Станция „Фрутвейл“» (США)

  - «Определенный талант»
    - Диего Кемада-Диес, «Золотая клетка» (Мексика)
- Квир-пальма
  - Ален Гироди, «Незнакомец у озера» (США)